# Обстрел на Йонпхьон
Обстрелът на Йонпхьон е артилерийско сражение между севернокорейската армия и южнокорейските войски, базирани на о. Йонпхьон в Жълто море на 23 ноември 2010 г. Севернокорейците изсипват над 170 снаряда над острова след като Южна Корея прави военно учение там. Артилерийският обстрел причинява сериозни щети, като убива четирима южнокорейци и ранява 19. Южна Корея отквръща с обстрел на севернокорейските оръдейни позиции. Северна Корея веднага заявява, че е отвърнала на южнокорейски огън, небрежно насочен в нейните териториални води. Инцидентът води до ескалация на напрежението на Корейския полуостров и до международно осъждане на действията на Севера. ООН смята, че това е един от най-сериозните инциденти след края на Корейската война.

## Последици

### Жертви и нанесени щети
В резултат на обстрелът са убити двама южнокорейски войници, както и двама цивилни строителни работници. Десетки къщи са опожарени, като освен това атаката причинява и горски пожари. Повечето от обитаващите острова хора са евакуирани с рибарски лодки и правителствени кораби.

### Военен отговор
Президентът Ли Мен Бек обещава ответни военни действия, в случай на нова провокация от страна на Северна Корея. Изявлението на президентството гласи, че южнокорейската армия е готова и ще даде ответен отговор при евентуална нова севернокорейска провокация. Според президентът бомбардирането на цивилни обекти е непростимо и атаката е явна военна провокация
На 24 ноември американският атомен самолетоносач Джордж Вашингтон напуска американската военна база в Йокосука в посока Жълто море, за да вземе участие в съвместните военноморски учения между САЩ и Южна Корея. В резултат на това севернокорейската армия привежда ракети „земя-земя“ в бойна готовност в същия район.

## Международни реакции
- Аржентина: Министерството на въшните работи съобщи в изявление, че строго осъжда инцидентът.[3]
- Австралия: Джулия Джилърд строго осъди атаката и обяви загриженост относно севернокорейските военни провокации.[4]
- България: Въшното министерство на България осъжда атаката и призова двете страни да се въздържат от понататъшни военни провокации.[5]
- Франция: Президентът Никола Саркози изявява дълбока загриженост относно инцидента и настоява спорът да бъде решен политически.
- Германия: Външният министър Гидо Вестервеле изявява загриженост и приканва страните да работят в посока намаляване на напрежението.[6]
- Израел: Въшният министър Авигдор Либерман заявява, че инцидентът е доказателство за това, че светът трябва да спре „лудия“ режим на севера.[7]
- Китай: Китайското правителство призовава двете страни да установят мир и стабилност на Корейския полуостров, но не осъжда изрично севернокорейската атака.[8]
- Русия: Въшното министерство на Русия обявява, че използването на сила е недопустимо за решаването на проблемите между Севера и Юга. Според руското министерство тези проблеми трябва да бъдат решавани политически и дипломатически.[9]
- САЩ: САЩ строго осъжда атаката. Белият дом призовава Северна Корея да спре със своите агресивни действия.